# Galearia aristifera
Galearia aristifera là một loài thực vật có hoa trong họ Pandaceae. Loài này được Miq. mô tả khoa học đầu tiên năm 1861.